# Manta calefactora

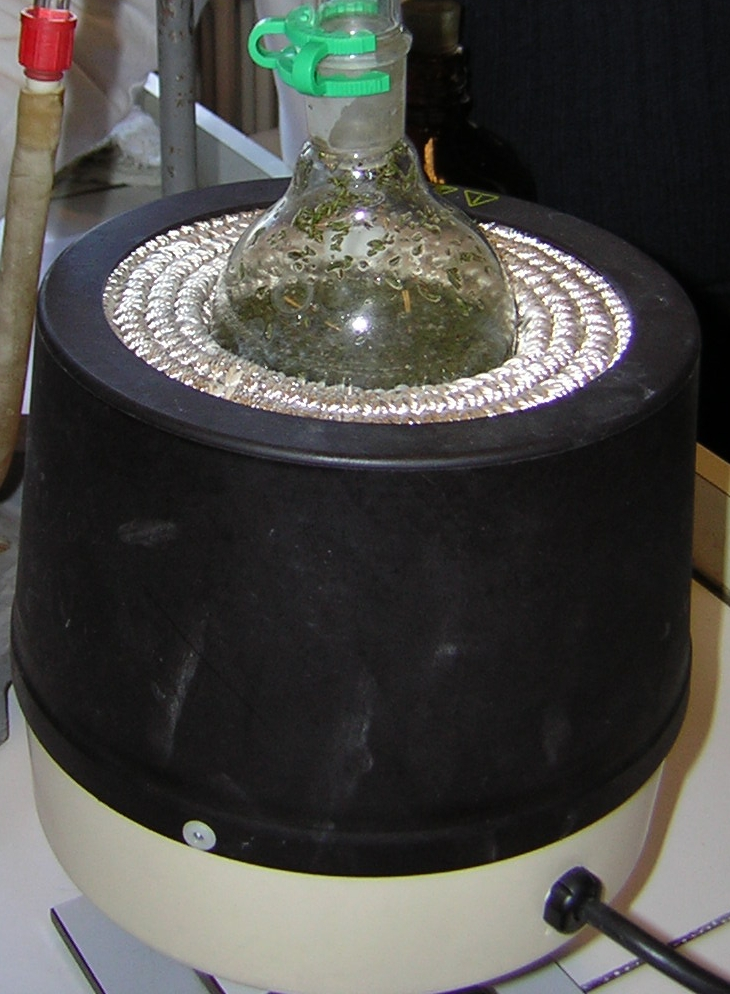
Manta calefactora amb un matràs de fons rodó

Una manta calefactora és un calefactor elèctric emprat als laboratoris per a escalfar líquids o dissolucions. Està formada per una resistència elèctrica en forma de fils recoberts d'un material aïllant i resistent a la calor i entrellaçats semblantment a un teixit, amb forma de mitja esfera, de manera que es pot col·locar entorn de matrassos de fons rodó, per la qual cosa l'escalfament és més efectiu que el d'una placa calefactora que només escalfa la part inferior del recipient.